# Oscinella frit
Oscinella frit este o specie de muscă europeană aparținând familiei Chloropidae.
Are 2-3 generații pe an și iernează în stadiile de larvă și de pupă sub mugurele de creștere al tulpinilor plantelor tinere  de cereale de toamnă  sau graminee furajere. Atacă plantele în primele faze de vegetație, frunza centrală se îngălbenește și se usucă.La plantele mai dezvoltate, la care atacă tulpina principală, se constată o stagnare în creștere și o înfrățire exagerată. Larvele generației de vară se pot hrăni cu flori și boabele din spice, in urma atacului florile avortează, spicele nu mai formează boabe, boabele atacate se șiștăvesc.